# Lew Ayres
Lewis Frederick Ayres III, född 28 december 1908 i Minneapolis, Minnesota, död 30 december 1996 i Los Angeles, Kalifornien, var en amerikansk skådespelare.

## Biografi
Ayres växte upp i Kalifornien. Han spelade banjo, gitarr och piano i en storbandsorkester på en nattklubb när han 1928 upptäcktes av en talangscout, och 1929 gjorde han filmdebut mot Greta Garbo i Kyssen.

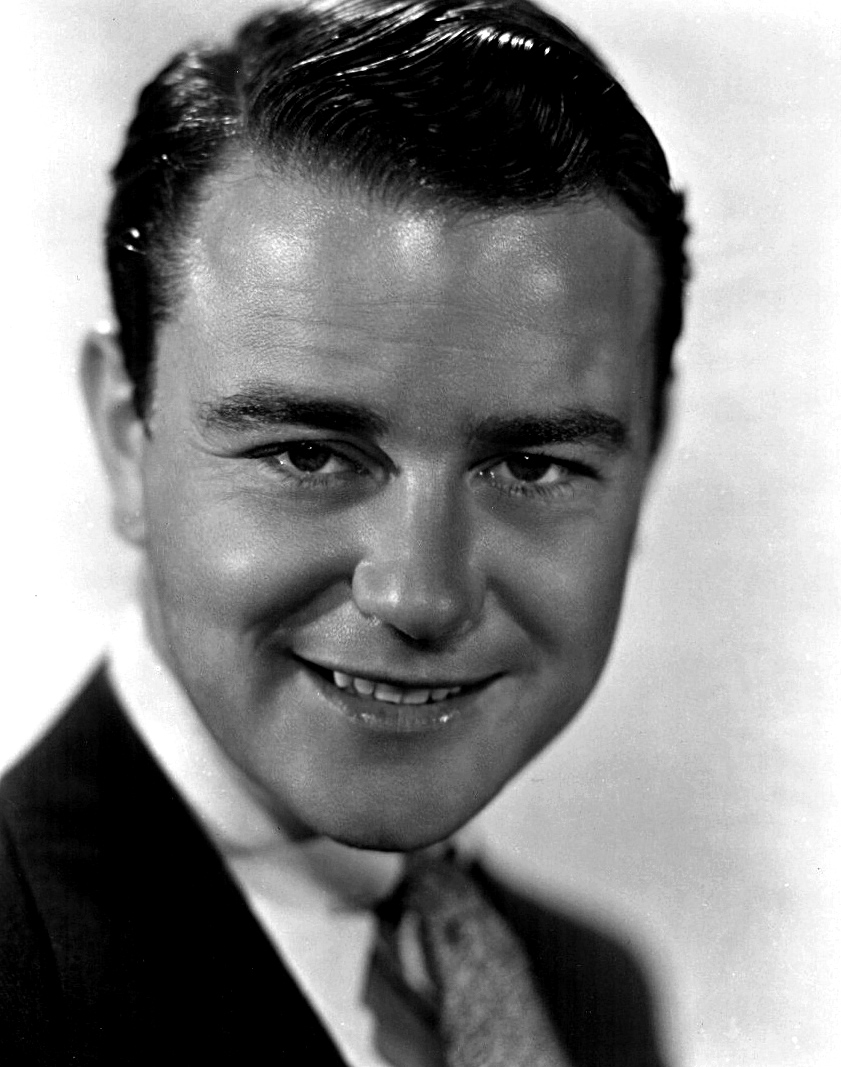
Lew Ayres 1930-tal.

Lew Ayres är mest känd för sin känslosamma rolltolkning av den desillusionerade unge tyske soldaten i På västfronten intet nytt (1930). Efter denna roll medverkade Ayres endast i B-filmer innan han åter vann stor popularitet 1938 i huvudrollen i Unge dr Kildare.
År 1941, under andra världskriget, var den djupt religiöse Ayres vapenvägrare, vilket ledde till att han bojkottades av såväl filmbolagen som biograferna. I det tysta anmälde han sig istället som frivillig sjukvårdare hamnade i Söderhavet och på Nya Guinea och Filippinerna.
Sakta men säkert återvände Ayres sedan till filmen, dock endast sporadiskt. Han nominerades 1948 för en Oscar för sin roll i filmen Våld i mörker.

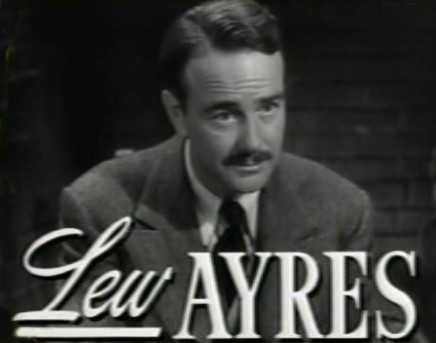
Lew Ayres i trailern till Våld i mörker från 1948.

Under flera år var Lew Ayres medlem av USA:s National Committee i FN-organet Unesco. 1955 regisserade han en dokumentär vars mål var att få västvärlden att förstå österns filosofi, The Altars of the East, med en uppföljare 1979, Altars of the World.
I sitt andra äktenskap var Ayres gift med skådespelaren Ginger Rogers.

## Filmografi i urval
- 1929 – Kyssen
- 1930 – På västfronten intet nytt
- 1933 – Lyckans karusell
- 1938 – En friare i societén
- 1938 – Unge dr Kildare
- 1939 – Ice Follies
- 1939 – Dr Kildares hemlighet
- 1946 – Den mörka spegeln
- 1948 – Våld i mörker
- 1951 – New Mexico
- 1953 – Donovan's Brain
- 1962 – Storm över Washington
- 1964 – De hänsynslösa
- 1973 – Slaget om apornas planet
- 1978 – Omen II
- 1978 – Stridsplanet Galactica (TV-film)
- 1979 – Salem's Lot (TV-film)
- 1983 – Don Camillo
- 1982 – Lilla huset på prärien (TV-serie)
- 1985–1989 – Highway to Heaven (TV-serie)